# ینی‌کند (سیاه‌زن)
ینی‌کند (به لاتین: Yenikənd) یک منطقه مسکونی در جمهوری آذربایجان است که در شهرستان سیاه‌زن واقع شده است. ینی‌کند ۲۸۹۹ نفر جمعیت دارد.
یکی از دیوارهای بلند خطوط دفاعی ساسانیان به طول ۲۰ کیلومتر در این ناحیه قرار دارد.